# 우회상장
우회상장(迂回上場, back door listing)은 각 나라별로 규제의 목적에 따라 다양하게 사용되고 있다. 일반적으로는 비상장법인이 상장법인과의 합병 등을 통해 정상적인 신규상장 심사절차를 거치지 않고 곧바로 증권시장에 상장되는 효과를 가지게 되는 것을 말한다. 역인수합병(reverse takeover)과 유사하다.

## 우회상장의 개요
1996년 비상장법인인 대우자동차판매가 상장법인인 한독을 합병하여 거래소 시장에 진입한 이래 우회상장은 증권 시장에서 다양한 형태로 발생해 왔으며, 최근에는 코스닥 시장의 바이오 및 엔터테인먼트 기업을 중심으로 그 사례가 증가해왔다.
우회상장은 정상적인 상장추진과 비교해서 시간과 비용을 절감할 수 있으므로 중소기업 등이 기업공개(IPO)의 대안으로 활용할 수 있다.
또한 성장동력이 정체된 상장 법인에게 새로운 성장 동력을 부여하는 기회가 될 수 있다는 순기능이 있으면서도, 상장요건을 충족하지 못하는 부적격 기업의 상장으로 인해 투자자의 이익을 침해할 우려도 상존한다.

거래소 상장규정상에서는 주권상장법인과 주권비상장법 인간의 합병, 포괄적 주식교환, 자산(주식)양수, 영업양수 등(이하 합병등이라 한다)으로 인하여 주권비상장법인의 최대주주등이 주권상장법인의 경영권을 취득하는 경우를 규제의 대상이 되는 우회상장으로 규정하고 있다.

| 구분                        | 기준                                                |
| --------------------------- | --------------------------------------------------- |
| 합병                        | 비상장기업의 규모가 더 큰 경우 경영권이 변동된 경우 |
| 포괄적 주식 교환            | 경영권이 변동된 경우                                |
| 영업 자산 양수 & 제3자 배정 | 경영권이 변동된 경우                                |

자세히
1. ↑  주권비상장법인이 자산총계, 자본금 및 매출액중 두 가지이상이 주권상장법인보다 큰 경우
2. 1 2  - 합병, 포괄적 주식교환, 영업•자산양수 신고서 제출일 이전 1년 이내에 당해 주권비상장법인의 최대주주등이 주권상장법인의 최대주주등으로 되는 경우

- 합병, 포괄적 주식교환, 영업•자산양수 등으로 인하여 당해 주권비상장법인의 최대주주가 주권상장법인의 최대주주로 되는 경우

- 당해 주권비상장법인의 최대주주등 및 5% 이상 주주가 합병, 포괄적 주식교환, 영업 • 자산양수 신고서 제출일 현재 소유하고 있는 주권상장법인의 주식과 합병 등으로 인해 교부받을 주식의 합계가 주권상장법인의 최대주주 등의 소유주식합계보다 큰 경우
3. ↑  자산양수의 결과 주권상장법인이 주권비상장법인의 지분을 50% 이상 소유하거나 30%를 초과하여 소유하면서 최다출자자가 되는 경우에 한함

## 우회상장의 유형
우회상장은 기업의 필요 또는 상장규정상 규제를 회피하기 위하여 다양한 방식으로 추진될 수 있으나 현재 주로 사용되고 있는 우회상장 유형은 다음과 같다.

### 합병 / 포괄적 주식교환을 통한 우회상장
1. 비상장법인의 최대주주등이 합병 또는 포괄적 주식교환을 통해 그 시점에서 상장법인의 경영권을 인수하는 형태
2. 비상장법인의 최대주주등이 상장법인의 구주 또는 신주 인수 등을 통해 먼저 경영권을 인수한 후 당해 비상장 법인을 흡수합병하거나, 포괄적 주식교환을 하는 형태

### 영업(자산)양수 / 제3자 배정방식의 우회상장
1. 상장법인이 비상장법인의 영업(자산)을 양수하고 비 상장법인의 최대주주등은 당해 양수대금으로 상장법인이 제3자 배정으로 발행한 신주를 취득하여 상장법인의 경영권을 인수하는 형태
2. 비상장법인의 최대주주등이 상장법인의 구주 또는 신주를 인수하여 경영권을 인수한 후 당해 비상장법인의 영업(자산)을 양수하는 형태 (최근에는 상장법인의 신주 발행에 대한 납입을 비상장법인의 주식으로 현물출자하는 우회상장 형태도 이용)

## 우회상장의 규제

### 상장폐지
주권상장법인과 주권비상장법인과의 합병 등으로 인하여 주권상장법인의 경영권변동이 발생함에도 불구하고 당해 주권비상장법인이 신규상장요건에 준하는 우회상장 요건을 충족하지 못할 경우에는 주권상장법인(존속법인)의 상장을 폐지한다.

### 매매거래정지
주권상장법인과 주권비상장법인간의 합병 등이 있는 경우 거래소는 투자자의 주의환기 및 우회상장 요건 충족여부 등을 확인하기 위하여 당해 종목의 매매거래를 정지한다. 
이후 상장법인의 최대주주 변경 등이 없거나, 비상장법인이 우회상장요건을 충족한 사실이 확인되면 매매거래 정지를 해제한다.
다만, 합병 등이 있더라도 사전에 제출한 확인서 등을 통해 상장법인의 최대주주변경 등이 없다고 인정되는 경우에는 효율적인 시장운영을 위하여 매매거래를 정지하지 않는다.

### 우회상장기업의 공표 및 매각제한
합병 등으로 인하여 상장법인의 최대주주가 변경되고 주권 비상장법인이 우회상장 요건을 충족하는 경우 거래소는 당해 종목이 “우회상장 종목”임을 2년간 공표
우회상장으로 인하여 상장법인의 지배권을 획득한 비상장법인 최대주주등의 책임있는 경영을 담보하고, 단기 차익 획득을 위한 매각으로 주가가 급변동하는 것을 방지하기 위하여 비상장법인의 최대주주 등이 소유하는 상장법인의 주식에 대해서는 6개월간 보호예수의무를 부과하여 매각을 금지하고 있다.

### 우회상장 관련 확인서 제출
상장법인이 비상장법인과 합병 등에 관하여 계약을 체결 하거나 이에 대한 결의 또는 결정을 한 때에는 거래소에 우 회상장 해당여부에 대한 확인서를 제출하여야 한다.